# Joan Robinson
Joan Violet Robinson (ur. 31 października 1903 w Camberley, Surrey, zm. 5 sierpnia 1983 w Cambridge) – brytyjska ekonomistka, współtwórczyni i jedna z głównych przedstawicielek postkeynesizmu. 
Wykładała m.in. na Uniwersytecie Cambridge (Newnham College). Należała do grona twórców nurtu postkeynesistowskiego w ekonomii. Miała również znaczący wkład w rozwój teorii konkurencji monopolistycznej.

## Prace

### Główne dzieła
- The Economics of Imperfect Competition (1933);
- An Essay on Marxian Economics (1942);
- Accumulation of Capital (1956);
- Essays in the Theory of Economic Growth (1962);
- Economic Philosophy: An essay on the progress of economic thought (1962).

### W języku polskim
- Akumulacja kapitału (wyd. PWN, Warszawa 1958);
- Szkice o ekonomii marksowskiej (wyd. PWN, Warszawa 1960);
- Eseje z teorii wzrostu gospodarczego (wyd. PWN, Warszawa 1964);
- Herezje ekonomiczne (wyd. PWE, Warszawa 1973);
- Walka z bezrobociem: wstęp do teorii zatrudnienia (wyd. Delfin, Lublin 1991).